# Santai
Santai (en chino, 三台; pinyin, Sāntái xiàn), antiguamente conocido como Tongchuan (en chino, 潼川; pinyin, Tóngchuān) es un condado  bajo la administración directa de la Prefectura Mianyang en la Provincia de Sichuan, República Popular China.  Su área es de 2659 km² y su población total para 2010 superó el millón de habitantes. 

## Administración
Desde julio de 2021, el  Condado Santai se divide en 33 pueblos que se administran en 31 poblados y 2 villas.

## Toponimia
El topónimo Santai significa '3 terrazas'. El condado recibió su nombre de la montaña Santai (三台山), al oeste de la ciudad. Según las "Crónicas del condado de Santai" de la dinastía Qing: El condado recibió su nombre de Santai porque la montaña al oeste de la ciudad tenía tres niveles de terrazas, a modo de escalones.

## Misión cuáquera
Durante la época de finales del siglo XIX y la primera mitad del siglo XX, Tongchuan fue uno de los centros de misión cuáquera de la Asociación de las Misiones Extranjeras de los Amigos (AMEA), siendo la rama misionera más grande del distrito norte de la AMEA. Durante este período se construyeron hospitales, casa de reuniones (i.e., templo cuáquero) y escuelas para niños y niñas afiliados a los cuáqueros. La economista política y misionera británica Audrey Donnithorne nació en un hospital cuáquero de Santai.